# 武春华
武春华（1955年10月—），安徽肥东人，中华人民共和国政治人物、外交官。

## 生平
1978年，毕业于北京外国语学院阿拉伯语专业，进入中华人民共和国外交部工作，先后在驻伊拉克大使馆、外交部西亚北非司、驻埃及大使馆、驻突尼斯大使馆任职。1996年，任驻叙利亚大使馆参赞。1998年，任外交部西亚北非司副司长。2001年，任外交部西亚北非司司长。2003年10月，出任中华人民共和国驻沙特阿拉伯大使。2007年11月，出任中华人民共和国驻埃及大使兼驻阿拉伯国家联盟全权代表。2010年10月，自驻埃及大使兼驻阿盟全权代表离任。

## 家庭
已婚，有一女。